# Crnogorci u Hrvatskoj
Crnogorci   u Hrvatskoj (crnogorski: Црногорци у Хрватској) su jedna od 22 priznate nacionalne manjine Hrvatske.
Prema popisu stanovništva iz 2011. godine u Hrvatskoj živi 4.517 Crnogoraca, od čega najviše u Gradu Zagrebu
Poznati hrvatski Crnogorci su Veselin Simović, Dragutin Lalović, Veljko Bulajić, Drago Kastratović, Milka Babović, Ranko Ćetković, Dušan Vukotić i drugi.
Krovna ustanova je Nacionalna zajednica Crnogoraca Hrvatske.
Nakon popisa iz 2021. ustanovljeno je da u Hrvatskoj živi 3127 Crnogoraca.

## Kultura
- Dani crnogorske kulture u Hrvatskoj[5]
- Društvo Crnogoraca i prijatelja Crne Gore "Montenegro", Zagreb

Prva antologija suvremene crnogorske ženske poezije objavljena je u Hrvatskoj. Objavila ju je 2013. godine Nacionalna zajednica Crnogoraca Hrvatske. U njoj su zastupljene pjesnikinje Tanja Bakić, Lana Ruth-Stefanović, Dragana Tripković i Jelena Nelević-Martinović. Antologija nosi naslov Koret na asfaltu.
Film hrvatske redateljice podrijetlom iz Crne Gore Ivone Juke "Ti mene nosiš" bio je 2015. godine crnogorski kandidat za Oscara u kategoriji najboljeg stranog filma.

## Vanjske poveznice
- www.montenegro.hr
- Vijeće crnogoraca zagreb